# Hugo Andersson (fotbollsspelare född 1999)
Hugo Andersson, född 1 januari 1999, är en svensk fotbollsspelare som spelar för IFK Värnamo.

## Karriär
Anderssons moderklubb är Skurups AIF. Som 12-åring gick han till Malmö FF. Den 20 maj 2018 gjorde Andersson allsvensk debut i en 2–0-vinst över BK Häcken, där han blev inbytt i den 87:e minuten mot Mattias Svanberg.
I februari 2019 lånades Andersson ut till Trelleborgs FF på ett låneavtal över säsongen 2019. Den 25 augusti 2020 lånades Andersson ut till danska Hobro IK på ett låneavtal över säsongen 2020/2021. I augusti 2021 lånades han ut till Superettan-klubben IFK Värnamo på ett låneavtal över resten av säsongen.
Den 29 januari 2022 värvades Andersson av danska Randers, där han skrev på ett 3,5-årskontrakt. I januari 2025 värvades Andersson av IFK Värnamo, där han skrev på ett treårskontrakt.